# Valverde (Madrid)

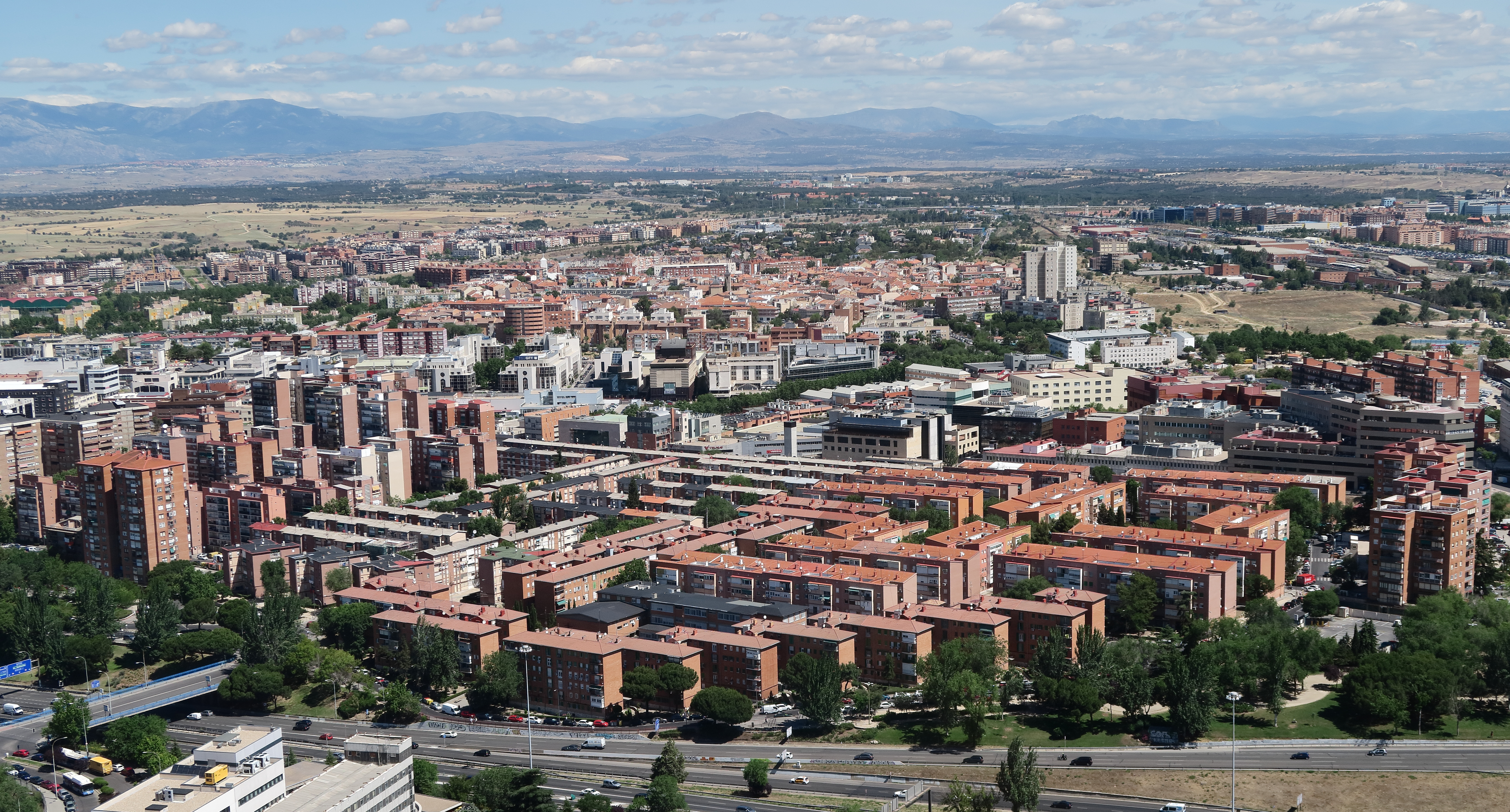
Valverde (Madrid), desde la Torre Espacio

Valverde es un barrio del norte de la villa de Madrid (España) perteneciente al distrito de Fuencarral-El Pardo. Limita al norte con el barrio de El Goloso, al oeste con Mirasierra y al suroeste con La Paz. 

## Ubicación
Su espacio geográfico viene limitado al norte por la carretera de Fuencarral a Alcobendas, al este por la avenida de Burgos, al oeste por la carretera de Colmenar Viejo y al sur por el tramo de la M-30 que une el Nudo Norte y el Nudo de Manoteras. 
Dentro de Valverde se encuentran varios barrios: el barrio de Fuencarral, el barrio de Santa Ana, el polígono Cardenal Herrera Oria, la colonia Virgen de Begoña, el barrio de Tres Olivos, el barrio de Las Tablas y el polígono empresarial de Fuencarral con el Distrito C.

## Transporte

### Cercanías Madrid
Dentro del barrio se encuentran las estaciones de Ramón y Cajal (líneas C-7 y C-10) y Fuencarral (línea C-4)

### Metro de Madrid
La única línea que da servicio al barrio es la 10, con estaciones en Begoña, Fuencarral, Tres Olivos, Las Tablas y Ronda de la Comunicación. Asimismo, la línea ML1 de metro ligero también da servicio al barrio con las paradas de Las Tablas y Palas de Rey.

### Autobuses

#### Líneas urbanas

Vista de Tres Olivos, en el barrio de Valverde

Dentro de la red de la Empresa Municipal de Transportes de Madrid, las siguientes líneas prestan servicio:
| Línea | Terminales                                       |
| ----- | ------------------------------------------------ |
| 66    | Cuatro Caminos – Fuencarral                      |
| 124   | Cuatro Caminos – Lacoma                          |
| 125   | Mar de Cristal – Hospital Ramón y Cajal          |
| 135   | Plaza de Castilla – Hospital Ramón y Cajal       |
| 137   | Ciudad Puerta de Hierro – Fuencarral             |
| 170   | Arroyo del Fresno - Sanchinarro                  |
| 172   | Mar de Cristal – Telefónica                      |
| 173   | Plaza de Castilla – Sanchinarro                  |
| 174   | Plaza de Castilla – Valdebebas                   |
| 175   | Plaza de Castilla – Las Tablas Norte             |
| 176   | Plaza de Castilla – Las Tablas Sur               |
| 178   | Plaza de Castilla – Montecarmelo                 |
| T61   | Estación de Cercanías de Fuencarral – Las Tablas |
| N24   | Cibeles – Las Tablas                             |
| SE704 | Plaza de Castilla – Cementerio de Fuencarral     |
| BR1   | Valdebebas - Hospital Ramón y Cajal              |
| SE833 | Plaza de Castilla – Las Tablas                   |